# Новосильские
Новосильские — русский княжеский род, ветвь князей Черниговских. Согласно родословиям, потомки князя Семёна Михайловича Глуховского. До 1425 года служили Москве, но после смерти Василия I перешли на службу в Великое княжество Литовское. В конце XV века добровольно вернулись в сферу влияния Москвы. Во время пребывания в составе Великого княжества Литовского сохраняли автономию от Вильно, отношения между великими князьями Литовскими и князьями Новосильскими строились на основе двусторонних договоров (докончаний), в которых неизменно оговаривалась внутренняя автономия князей Новосильских от центрального правительства. Попытки ликвидировать эту автономию и привели к обратному переходу под власть Москвы.
Правили Новосильским княжеством. При князе Романе Семёновиче Новосильском из-за разорения татарами Новосиля в конце 1375 года столица княжества была перенесена в Одоев, но княжество продолжало именоваться Новосильским. После смерти Романа Новосильского, его сыновья Лев, Юрий и Василий, правили обособившимися Воротынским, Одоевским и Белёвским княжествами, хотя какое-то время весь род ещё назывался Новосильским и отдельные его ветви (Львовичи-Воротынские и Романовичи-Одоевские) спорили между собой за старшинство (великое княжение).

## Происхождение
|                                      |                                      |                                      |                                      |                                      |                                      |  |  |                                                  |                                                  |                                                  |                                                  |                                                  |                                                  |  |  | Семён Михайлович князь Глуховский                           |                                                             |                                                             |                                                             |                                                             |                                                             |  |  |                           |                           |                           |                           |                           |                           |  |  |                          |                          |                          |                          |                          |                          |  |  |  |  |  |  |  |  |  |  |  |  |  |  |  |  |  |  |  |  |  |  |  |  |  |  |  |  |
|                                      |                                      |                                      |                                      |                                      |                                      |  |  |                                                  |                                                  |                                                  |                                                  |                                                  |                                                  |  |  |                                                             |                                                             |                                                             |                                                             |                                                             |                                                             |  |  |                           |                           |                           |                           |                           |                           |  |  |                          |                          |                          |                          |                          |                          |  |  |  |  |  |  |  |  |  |  |  |  |  |  |  |  |  |  |  |  |  |  |  |  |  |  |  |  |
|                                      |                                      |                                      |                                      |                                      |                                      |  |  |                                                  |                                                  |                                                  |                                                  |                                                  |                                                  |  |  |                                                             |                                                             |                                                             |                                                             |                                                             |                                                             |  |  |                           |                           |                           |                           |                           |                           |  |  |                          |                          |                          |                          |                          |                          |  |  |  |  |  |  |  |  |  |  |  |  |  |  |  |  |  |  |  |  |  |  |  |  |  |  |  |  |
|                                      |                                      |                                      |                                      |                                      |                                      |  |  | Михаил Семёнович князь Глуховский                | Михаил Семёнович князь Глуховский                | Михаил Семёнович князь Глуховский                | Михаил Семёнович князь Глуховский                | Михаил Семёнович князь Глуховский                | Михаил Семёнович князь Глуховский                |  |  | Александр Семёнович (убит в январе 1326) князь Новосильский | Александр Семёнович (убит в январе 1326) князь Новосильский | Александр Семёнович (убит в январе 1326) князь Новосильский | Александр Семёнович (убит в январе 1326) князь Новосильский | Александр Семёнович (убит в январе 1326) князь Новосильский | Александр Семёнович (убит в январе 1326) князь Новосильский |  |  |                           |                           |                           |                           |                           |                           |  |  | Всеволод князь Устивский | Всеволод князь Устивский | Всеволод князь Устивский | Всеволод князь Устивский | Всеволод князь Устивский | Всеволод князь Устивский |  |  |  |  |  |  |  |  |  |  |  |  |  |  |  |  |  |  |  |  |  |  |  |  |  |  |  |  |
|                                      |                                      |                                      |                                      |                                      |                                      |  |  | Михаил Семёнович князь Глуховский                | Михаил Семёнович князь Глуховский                | Михаил Семёнович князь Глуховский                | Михаил Семёнович князь Глуховский                | Михаил Семёнович князь Глуховский                | Михаил Семёнович князь Глуховский                |  |  | Александр Семёнович (убит в январе 1326) князь Новосильский | Александр Семёнович (убит в январе 1326) князь Новосильский | Александр Семёнович (убит в январе 1326) князь Новосильский | Александр Семёнович (убит в январе 1326) князь Новосильский | Александр Семёнович (убит в январе 1326) князь Новосильский | Александр Семёнович (убит в январе 1326) князь Новосильский |  |  |                           |                           |                           |                           |                           |                           |  |  | Всеволод князь Устивский | Всеволод князь Устивский | Всеволод князь Устивский | Всеволод князь Устивский | Всеволод князь Устивский | Всеволод князь Устивский |  |  |  |  |  |  |  |  |  |  |  |  |  |  |  |  |  |  |  |  |  |  |  |  |  |  |  |  |
|                                      |                                      |                                      |                                      |                                      |                                      |  |  |                                                  |                                                  |                                                  |                                                  |                                                  |                                                  |  |  |                                                             |                                                             |                                                             |                                                             |                                                             |                                                             |  |  |                           |                           |                           |                           |                           |                           |  |  |                          |                          |                          |                          |                          |                          |  |  |  |  |  |  |  |  |  |  |  |  |  |  |  |  |  |  |  |  |  |  |  |  |  |  |  |  |
|                                      |                                      |                                      |                                      |                                      |                                      |  |  | Семён Михайлович князь Глуховский и Новосильский | Семён Михайлович князь Глуховский и Новосильский | Семён Михайлович князь Глуховский и Новосильский | Семён Михайлович князь Глуховский и Новосильский | Семён Михайлович князь Глуховский и Новосильский | Семён Михайлович князь Глуховский и Новосильский |  |  | Семён князь Новосильский                                    | Семён князь Новосильский                                    | Семён князь Новосильский                                    | Семён князь Новосильский                                    | Семён князь Новосильский                                    | Семён князь Новосильский                                    |  |  | Сергей князь Новосильский | Сергей князь Новосильский | Сергей князь Новосильский | Сергей князь Новосильский | Сергей князь Новосильский | Сергей князь Новосильский |  |  | Михаил князь Устивский   | Михаил князь Устивский   | Михаил князь Устивский   | Михаил князь Устивский   | Михаил князь Устивский   | Михаил князь Устивский   |  |  |  |  |  |  |  |  |  |  |  |  |  |  |  |  |  |  |  |  |  |  |  |  |  |  |  |  |
|                                      |                                      |                                      |                                      |                                      |                                      |  |  | Семён Михайлович князь Глуховский и Новосильский | Семён Михайлович князь Глуховский и Новосильский | Семён Михайлович князь Глуховский и Новосильский | Семён Михайлович князь Глуховский и Новосильский | Семён Михайлович князь Глуховский и Новосильский | Семён Михайлович князь Глуховский и Новосильский |  |  | Семён князь Новосильский                                    | Семён князь Новосильский                                    | Семён князь Новосильский                                    | Семён князь Новосильский                                    | Семён князь Новосильский                                    | Семён князь Новосильский                                    |  |  | Сергей князь Новосильский | Сергей князь Новосильский | Сергей князь Новосильский | Сергей князь Новосильский | Сергей князь Новосильский | Сергей князь Новосильский |  |  | Михаил князь Устивский   | Михаил князь Устивский   | Михаил князь Устивский   | Михаил князь Устивский   | Михаил князь Устивский   | Михаил князь Устивский   |  |  |  |  |  |  |  |  |  |  |  |  |  |  |  |  |  |  |  |  |  |  |  |  |  |  |  |  |
|                                      |                                      |                                      |                                      |                                      |                                      |  |  |                                                  |                                                  |                                                  |                                                  |                                                  |                                                  |  |  |                                                             |                                                             |                                                             |                                                             |                                                             |                                                             |  |  |                           |                           |                           |                           |                           |                           |  |  |                          |                          |                          |                          |                          |                          |  |  |  |  |  |  |  |  |  |  |  |  |  |  |  |  |  |  |  |  |  |  |  |  |  |  |  |  |
|                                      |                                      |                                      |                                      |                                      |                                      |  |  | Иван Семёнович (ум. до 1372) князь Новосильский  | Иван Семёнович (ум. до 1372) князь Новосильский  | Иван Семёнович (ум. до 1372) князь Новосильский  | Иван Семёнович (ум. до 1372) князь Новосильский  | Иван Семёнович (ум. до 1372) князь Новосильский  | Иван Семёнович (ум. до 1372) князь Новосильский  |  |  | Роман Семёнович (ум. после 1402) князь Новосильский         | Роман Семёнович (ум. после 1402) князь Новосильский         | Роман Семёнович (ум. после 1402) князь Новосильский         | Роман Семёнович (ум. после 1402) князь Новосильский         | Роман Семёнович (ум. после 1402) князь Новосильский         | Роман Семёнович (ум. после 1402) князь Новосильский         |  |  |                           |                           |                           |                           |                           |                           |  |  |                          |                          |                          |                          |                          |                          |  |  |  |  |  |  |  |  |  |  |  |  |  |  |  |  |  |  |  |  |  |  |  |  |  |  |  |  |
|                                      |                                      |                                      |                                      |                                      |                                      |  |  | Иван Семёнович (ум. до 1372) князь Новосильский  | Иван Семёнович (ум. до 1372) князь Новосильский  | Иван Семёнович (ум. до 1372) князь Новосильский  | Иван Семёнович (ум. до 1372) князь Новосильский  | Иван Семёнович (ум. до 1372) князь Новосильский  | Иван Семёнович (ум. до 1372) князь Новосильский  |  |  | Роман Семёнович (ум. после 1402) князь Новосильский         | Роман Семёнович (ум. после 1402) князь Новосильский         | Роман Семёнович (ум. после 1402) князь Новосильский         | Роман Семёнович (ум. после 1402) князь Новосильский         | Роман Семёнович (ум. после 1402) князь Новосильский         | Роман Семёнович (ум. после 1402) князь Новосильский         |  |  |                           |                           |                           |                           |                           |                           |  |  |                          |                          |                          |                          |                          |                          |  |  |  |  |  |  |  |  |  |  |  |  |  |  |  |  |  |  |  |  |  |  |  |  |  |  |  |  |
|                                      |                                      |                                      |                                      |                                      |                                      |  |  |                                                  |                                                  |                                                  |                                                  |                                                  |                                                  |  |  |                                                             |                                                             |                                                             |                                                             |                                                             |                                                             |  |  |                           |                           |                           |                           |                           |                           |  |  |                          |                          |                          |                          |                          |                          |  |  |  |  |  |  |  |  |  |  |  |  |  |  |  |  |  |  |  |  |  |  |  |  |  |  |  |  |
| Василий Романович князь новосильский | Василий Романович князь новосильский | Василий Романович князь новосильский | Василий Романович князь новосильский | Василий Романович князь новосильский | Василий Романович князь новосильский |  |  | Лев Романович князь новосильский                 | Лев Романович князь новосильский                 | Лев Романович князь новосильский                 | Лев Романович князь новосильский                 | Лев Романович князь новосильский                 | Лев Романович князь новосильский                 |  |  | Юрий Романович Чёрный князь новосильский                    | Юрий Романович Чёрный князь новосильский                    | Юрий Романович Чёрный князь новосильский                    | Юрий Романович Чёрный князь новосильский                    | Юрий Романович Чёрный князь новосильский                    | Юрий Романович Чёрный князь новосильский                    |  |  | Даниил                    | Даниил                    | Даниил                    | Даниил                    | Даниил                    | Даниил                    |  |  | Семён                    | Семён                    | Семён                    | Семён                    | Семён                    | Семён                    |  |  |  |  |  |  |  |  |  |  |  |  |  |  |  |  |  |  |  |  |  |  |  |  |  |  |  |  |
| Василий Романович князь новосильский | Василий Романович князь новосильский | Василий Романович князь новосильский | Василий Романович князь новосильский | Василий Романович князь новосильский | Василий Романович князь новосильский |  |  | Лев Романович князь новосильский                 | Лев Романович князь новосильский                 | Лев Романович князь новосильский                 | Лев Романович князь новосильский                 | Лев Романович князь новосильский                 | Лев Романович князь новосильский                 |  |  | Юрий Романович Чёрный князь новосильский                    | Юрий Романович Чёрный князь новосильский                    | Юрий Романович Чёрный князь новосильский                    | Юрий Романович Чёрный князь новосильский                    | Юрий Романович Чёрный князь новосильский                    | Юрий Романович Чёрный князь новосильский                    |  |  | Даниил                    | Даниил                    | Даниил                    | Даниил                    | Даниил                    | Даниил                    |  |  | Семён                    | Семён                    | Семён                    | Семён                    | Семён                    | Семён                    |  |  |  |  |  |  |  |  |  |  |  |  |  |  |  |  |  |  |  |  |  |  |  |  |  |  |  |  |
| князья Белёвские                     | князья Белёвские                     | князья Белёвские                     | князья Белёвские                     | князья Белёвские                     | князья Белёвские                     |  |  | князья Воротынские                               | князья Воротынские                               | князья Воротынские                               | князья Воротынские                               | князья Воротынские                               | князья Воротынские                               |  |  | князья Одоевские                                            | князья Одоевские                                            | князья Одоевские                                            | князья Одоевские                                            | князья Одоевские                                            | князья Одоевские                                            |  |  |                           |                           |                           |                           |                           |                           |  |  |                          |                          |                          |                          |                          |                          |  |  |  |  |  |  |  |  |  |  |  |  |  |  |  |  |  |  |  |  |  |  |  |  |  |  |  |  |

Примечание
Отцом князя Семёна новосильского середины XIV века по одним вариантам реконструкции был Михаил глуховский, а по другим — Александр Семёнович новосильский. Собственные родословия князей Воротынских и Одоевских в древнейшей их части явно ошибочны, так как они полагают князя Романа Новосильского сыном Семёна Глуховского, что очевидно неверно, так как они жили с интервалом в столетие. Приведённая реконструкция родословия князей Новосильских основана на современных русских и литовских источниках
Отдельные ветви рода князей Новосильских, обособившиеся после распада Новосильского княжества:
- князья Воротынские
- князья Одоевские
- Белёвские